# Людина-павук та його дивовижні друзі
Людина-павук та його дивовижні друзі (англ. Spider-Man and His Amazing Friends) — американський мультсеріал. Роль Людини-павука озвучив Ден Гілвезан.

## Сюжет

Людина-павук

Людина-павук (Пітер Паркер) бореться зі злочинністю з допомогою своїх друзів — Людини-Льоду (Боббі Дрейк) і Вогняної Зірки (Анджеліка Джонс). Разом вони намагаються вичистити місто від злочинців, які всіми силими намагаються завадити супергероям. У мультсеріалі також з'являється багато супергероїв Marvel Comics, таких як: Шибайголова, Немор, Халк, Капітан Америка, Залізна Людина, Дияволиця Шанна, Доктор Стрендж, Санфайр, Тор і команда Людей Ікс.

## Персонажі

Людина-Лід

Пітер Бенджамін Паркер/Людина-павук — 19-річний студент і борець зі злочинністю. Отримав свої надздібності під час шкільної екскурсії, коли його вкусив радіоактивний павук. Спочатку він займався професійним реслінгом, але після смерті дядька вирішив стати супергероєм. Роль озвучив Ден Гілвезан.
- Роберт «Боббі» Дрейк/Людина Лід — 19-річний мутант, один з перших членів команди Люди Ікс. Виявив свої надзвичайні здібності ще будучи немовлям. Спочатку вважав Людину-павука злочинцем, але пізніше став його найкращим другом. Роль озвучив Френк Велкер.
- Анджеліка Джонс/Вогняна Зірка — 19-річна мутантка, учасниця Людей Ікс. Виявила свої надзвичайні здібності будучи підлітком. Роль озвучила Кеті Гарвер.
- Мей Паркер — тітка Пітера Паркера, яка прихистила Пітера після смерті його батьків. Роль озвучила Джун Форей.
- Міс Лайон — собачка, яка належить тітці Мей. Іноді бере участь у пригодах Павучих друзів. Роль озвучив Френк Велкер.
- Флеш Томпсон — однокурсник Пітера, Боббі та Анджеліки, зірка університетської футбольної команди. Роль озвучив Френк Велкер.
- Джей Джона Джеймсон — бос Пітера у газеті «Daily Bugle». Він ненавидить Людину-павука і вважає його загрозою для суспільства. Роль озвучив Вільям Вудсон.
- Професор Веллс — викладач в університеті Емпайр-Стейт.
- Мона Озборн — небога Нормана Озборна/Зеленого Гобліна. Роль озвучила Саллі Джуліан.

## Список серій

Вогняна Зірка

### Сезон 1
- 1. «Тріумф Зеленого Гобліна» — після виписання з психіатричної лікарні, Норман Озборн потрапляє у авіакатастрофу і знову стає Зеленим Гобліном.
- 2. «Злочин століття» — злочинець Крейвен оживляє динозаврів і вони атакують Нью-Йорк.
- 3. «Фантастичний містер Фрамп» — Доктор Дум, старий ворог Фантастичної четвірки, дарує звичайному бездомному суперсили.
- 4. «Сонячний вогонь» — Вогняна Зірка закохується у японського мутанта Санфайра.
- 5. «Рій» — на землю прилітає метеорит з таємничим Роєм — прибульцем, який повність складається з бджіл.
- 6. «7 маленьких супергероїв» — злочинець Хамелеон, здатний пертворюватися на будь-кого, запрошує семеро супергероїв у свій маєток, де планує знищити їх з допомогою своїх суперздібностей.
- 7. «Відеомонстр» — суперзлочинець Електро, творець гри «Відеомонстр», оживляє головного персонажа гри і намагається знищити Людину-павука та його друзів
- 8. «Тюремна змова» — мутант Магнето, ворог Людей Ікс, намагаючись визволити в'язнів, бере в заручники людей, серед яких Людина-павук та його друзі.
- 9. «Спайді їде до Голівуду» — голівудський режисер запрошує Людину-павука знятися у своєму новому фільмі, але зйомкам намагається завадити злочинець-ілюзіоніст Містеріо.
- 10. «Помста Локі!» — бог обману Локі намагається знищити свого зведеного брата Тора, бога грому, але на допомогу Торові приходять Людина-павук з друзями.
- 11. «Лицарі і демони» — Чорний Лицар об'єднується з Людиною-пауком у битві з чарівником Мордредом.
- 12. «Пішаки КінгПіна» — КінгПін з допомогою доктора Фаустуса зачаровують Капітана Америку, щоб підставити його.
- 13. «Пошуки Червоного Черепа» — Червоний Череп бере у полон Людину-павука та його друзів і намагається розпочати 3-ю світову війну.

### Сезон 2
- 1. «Походження Людини-Льоду» — Людина-Лід на деякий час втрачає свої здібності і розповідає друзям свою історію. Тим часом оживає Відеомонстр.
- 2. «Хто такий Людина-павук» — після того, як тітка Мей потрапляє до лікарні через злочинця Шокера, Людина-павук розповідає про своє походження. Тим часом Шокер планує нові злочини.
- 3. «Народження Вогняної Зірки» — у маєтку Людей Ікс Вогняна Зірка розповідає історію свого походження, коли на них несподівано нападає ворог Людей Ікс Джаггернаут.

### Сезон 3
- 1. «Людина-павук без маски!» — Пісочна Людина дізнається, що Пітер Паркер — Людина-павук. Друзі Пітера намагаються переконати Пісочну Людину, що це не так.
- 2. «Наречена Дракули!» — друзі Вогняної Зірки повинні перемогти Дракулу і Вервольфа, щоб визволити її з полону.
- 3. «Призначення супергероя» — Відеомонстр вселяється в геймера Френсіса Байта, але той використовує свої надзвичайні здібності у добрих цілях.
- 4. «Атака Арахноїда» — злий вчений створює препарат, який дає йому сили павука. Він підставляє Людину-павука, і героя саджають до в'язниці.
- 5. «Походження Спайдер-друзів» — Стен Лі, творець Людини-павука, розповідає про те, як познайомились Людина-павук, Вогняна Зірка і Людина Лід.
- 6. «Спайді знайомиться з дівчиною з майбутнього» — Людина-павук закохується у Аріель, дівчину з майбутнього.
- 7. «Пригода з Людьми Ікс» — Людина-павук разом з Людьми Ікс борються зі старим другом Вогняної Зірки, який до цього вважався загиблим.
- 8. «Місія: Врятувати Охоронну Зірку» — Спайдер-друзі зустрічають Лайтвейв, яка виявляється зведеною сестрою Людини Льоду.